# Sainte-Marie-la-Robert
Sainte-Marie-la-Robert è un comune francese di 83 abitanti situato nel dipartimento dell'Orne nella regione della Normandia.

## Società

### Evoluzione demografica
Abitanti censiti